# ورخنیلینوفکا
ورخنیلینوفکا (به لاتین: Verkhneilyinovka) یک منطقهٔ مسکونی در روسیه است که در استان آمور واقع شده‌است.